# Сиделькино
Сиде́лькино — село в Челно-Вершинском районе Самарской области, административный центр сельского поселения Сиделькино.

## География
Находится на левом берегу реки Большой Черемшан на расстоянии примерно 12 километров по прямой на север от районного центра села Челно-Вершины.
Часовой пояс
Село Сиделькино, как и вся Самарская область, находится в часовой зоне МСК+1. Смещение применяемого времени относительно UTC составляет +4:00.

## История
Село было основано в 1648 году.

Заселение Сиделькина должно относить, по всей вероятности, к концу XVII века. <…> по народному преданию, чувашин Сиделяк первый отыскал удобные и, по тогдашнему положению, безопасные сиделькинские места для жительства, водворившись первоначально по правую сторону Черемшана, на горе за Русскою цепью и Маяком, при речке Сирьма. <…> Впоследствии же времени, когда начали умножаться родичи его [Сиделяка], чуваши, <…> то по общему согласию переселенцев они заняли место повыше деревни Старое Аделяково, при урочище, ныне называемом Мазарки — «Кладбище», на левом берегу Черемшана. А напоследок, с приходом на эти места из Пензенской губернии мордвы и по удалении неприязненных ордынцев в дальние степи, они заняли настоящую местность двумя верстами выше прежнего…
В 1854 году национальный состав населения был следующий: русские 28 %, мордва 60 %, чуваши 12 %. 

Село Сиделькино замечательно по населению в нем русских, переселившихся сюда в начале нынешнего (то есть XIX.— В. Д.) столетия из Спасского уезда, и инородцев — мордвы, чуваш и старокрещеных татар… Общежитие тесно связало русских с инородцами: здесь русский мужичок говорит очень хорошо по-чувашски, а по-мордовски как бы на родном языке. Равным образом чуваши, а в особенности мордва, говорят по-русски так хорошо, что по произношению и даже по одежде нельзя отличить в них инородцев… В домашнем быту тоже весьма немного удаляются от русских…— «Село Архангельское, или Седелькино, Чистопольское уезда, Казанской губернии», 1855.
В середине XIX века на реке Тарханка функционировала мукомольная мельница, в селе проводилась еженедельная ярмарка по четвергам, работали три постоялых двора.
В начале XX века в селе были земская школа и двухклассное училище Министерства народного просвещения.
Административно-территориальная принадлежность
В конце XIX — начале XX века село — волостной центр Чистопольского уезда Казанской губернии.
Религия
В селе функционировала церковь: каменная, построена в 1811 году на средства прихожан, двухпрестольная, главный престол — в честь Вознесения Господня, придел — во имя Архистратига Божия Михаила.

## Название
Название-антропоним: по имени основателя селения.
Прежние названия
Архангельское, Седелькино, Сиделькино тож (1781—1782), Седелькино (1897, 1907).

## Население
В 1781—1782 годах согласно «Ведомости о наместничестве Казанском» в селе проживали 282 человека (221 человек крещёной мордвы и 61 человек крещёных чуваш).
По состоянию на 1859 год в селе Сиделькино (при речке Большом Черемшане) Чистопольского уезда Казанской губернии насчитывалось 224 двора, в которых проживали 668 мужчин и 699 женщин, казённые крестьяне.
Согласно переписи населения 1897 года в селе Седелькино проживал 2301 человек (русские, чуваши, мордва).
В 1907 году население Седелькина составляли 2971 человек (русские, мордва, татары, чуваши).
| 2010 |
| ---- |
| 640  |

Постоянное население составляло 763 человека (русские 47 %, мордва 45 %) в 2002 году, 640 в 2010 году.

## Палеоантропология, палеогенетика и археология
Палеоантропологические находки на горе Маяк у села Сиделькино (скелет человека, останки взрослого человека мужского пола с ребёнком) имеют возраст около 11,55 тыс. лет (калиброванная дата). В особенностях черепа из погребения Гора Маяк (Сиделькино 3) учёные видят истоки той древней формации, в которой В. В. Бунак видел древние корни уральской расы. Одонтологические и одонтометрические анализы мезолитических остатков из Маяка (погребение 3, нижняя челюсть с постоянными зубами особи в возрасте 20-25 лет, из парного захоронения) позволили охарактеризовать одонтологический вариант с Маяка 3 как постархаичный. Образцы с Маяка 3 имели преимущественно западные одонтологические черты ствола, отражающие особенности внутривидовой дифференциации в пределах данных регионов в эпоху мезолита. Люди, останки которых были найдены на горе Маяк в 1995 и в 2002 годах, вероятно, принадлежали к одной популяции.
Также на горе Маяк имеются археологические находки из слоёв эпохи мезолита и неолита (елшанская культура).

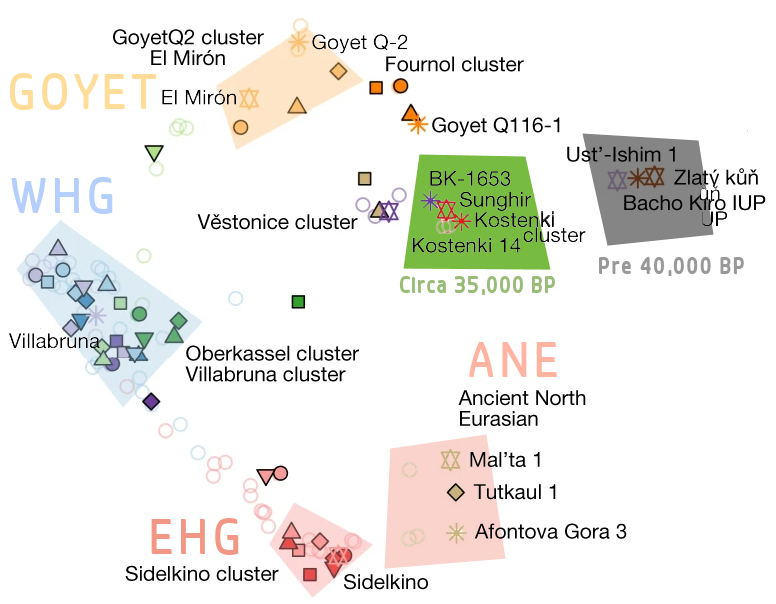
Генетическое положение кластера «Сиделькино»

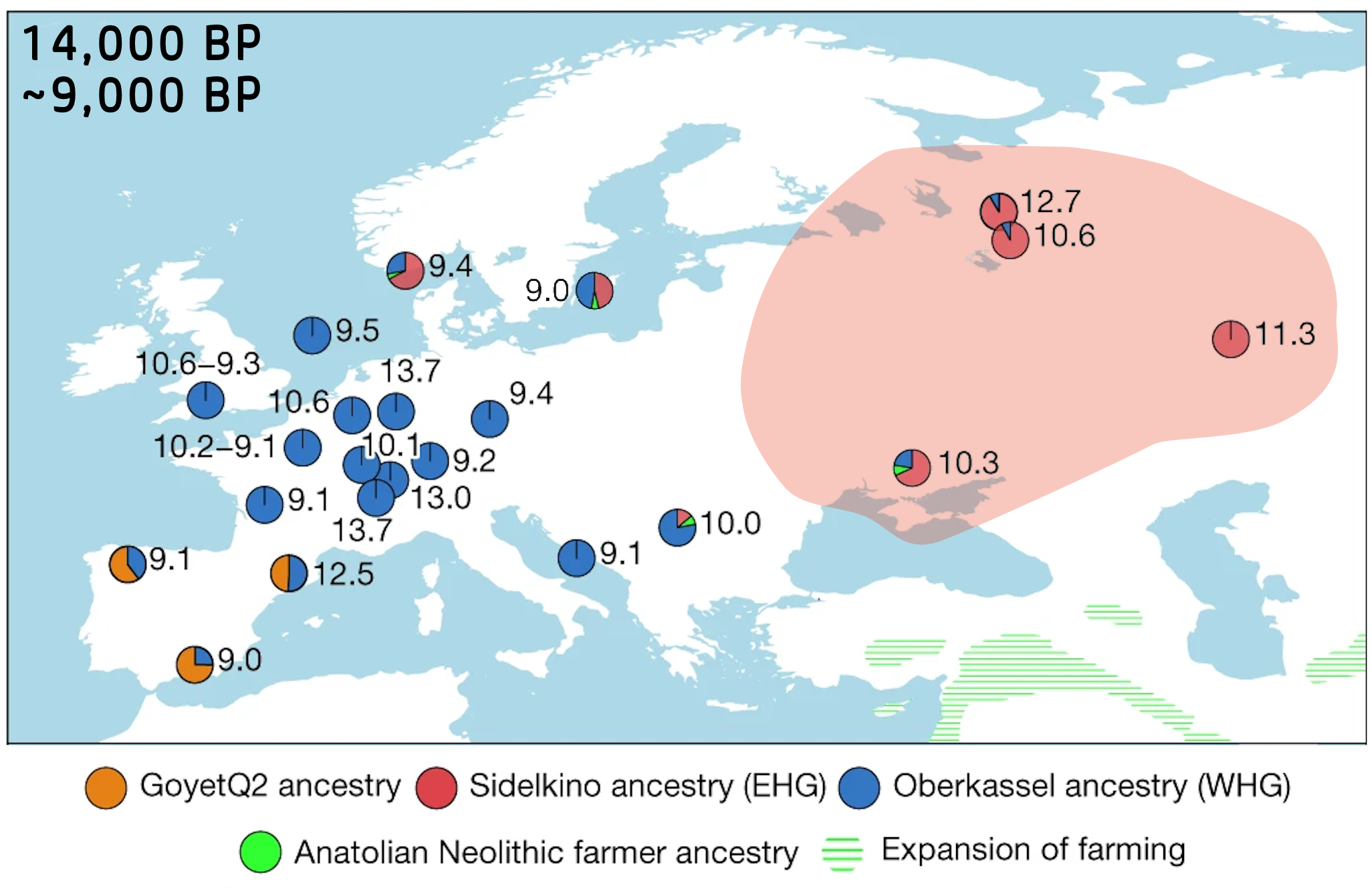
Охотники-собиратели в Европе между 14 и 9 тыс. л. н. с основным ареалом восточных охотников-собирателей (EHG)

У восточноевропейского охотника-собирателя (EHG) Sidelkino (EHG_ML Sidelkino, погребение 2) определена Y-хромосомная гаплогруппа R1b1a1, митохондриальная гаплогруппа U5a2 и выявлен ген SLC45A2 (L6106 with 1/1 G), который приводит к депигментации и осветлению кожи. Компонент западных охотников-собирателей (WHG) составляет 50,9 % в анализе ADMIXTURE у Sidelkino.
В бассейне реки Большой Черемшан обнаружены памятники типа Сиделькино — Тимяшево киевской археологической культуры, датирующиеся III—V веками нашей эры. Они не сыграли существенной роли в формировании классической именьковской культуры в Среднем Поволжье.

## Памятники и памятные места
Памятник односельчанам, павшим в Великой Отечественной войне (ул. Советская).